# 细座菌科
细座菌科（学名：Microstromataceae）为真菌界担子菌门外担菌纲细座菌目的一个科。该科在1986年被瑞士霉菌学家瓦尔特·于里奇（Walter Jülich）首次描述。

## 下级分类
本科包括以下属：
- Helostroma
- Leptophyma
- 细座菌属 Microstroma
- Sympodiomycopsis